# Fischersche Posthäuser

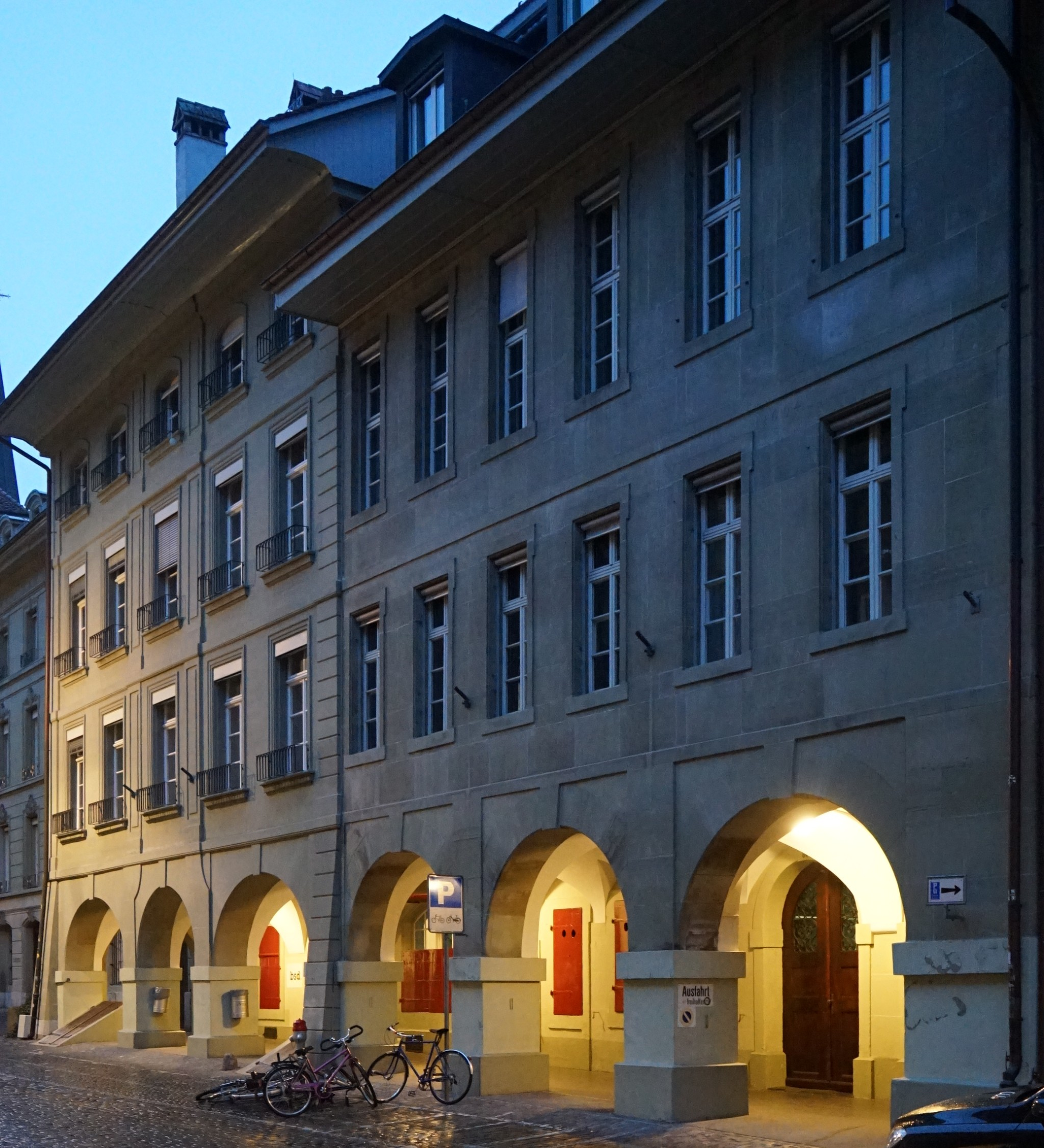
Die Fischerschen Posthäuser (rechts Postgasse 64; 2022)

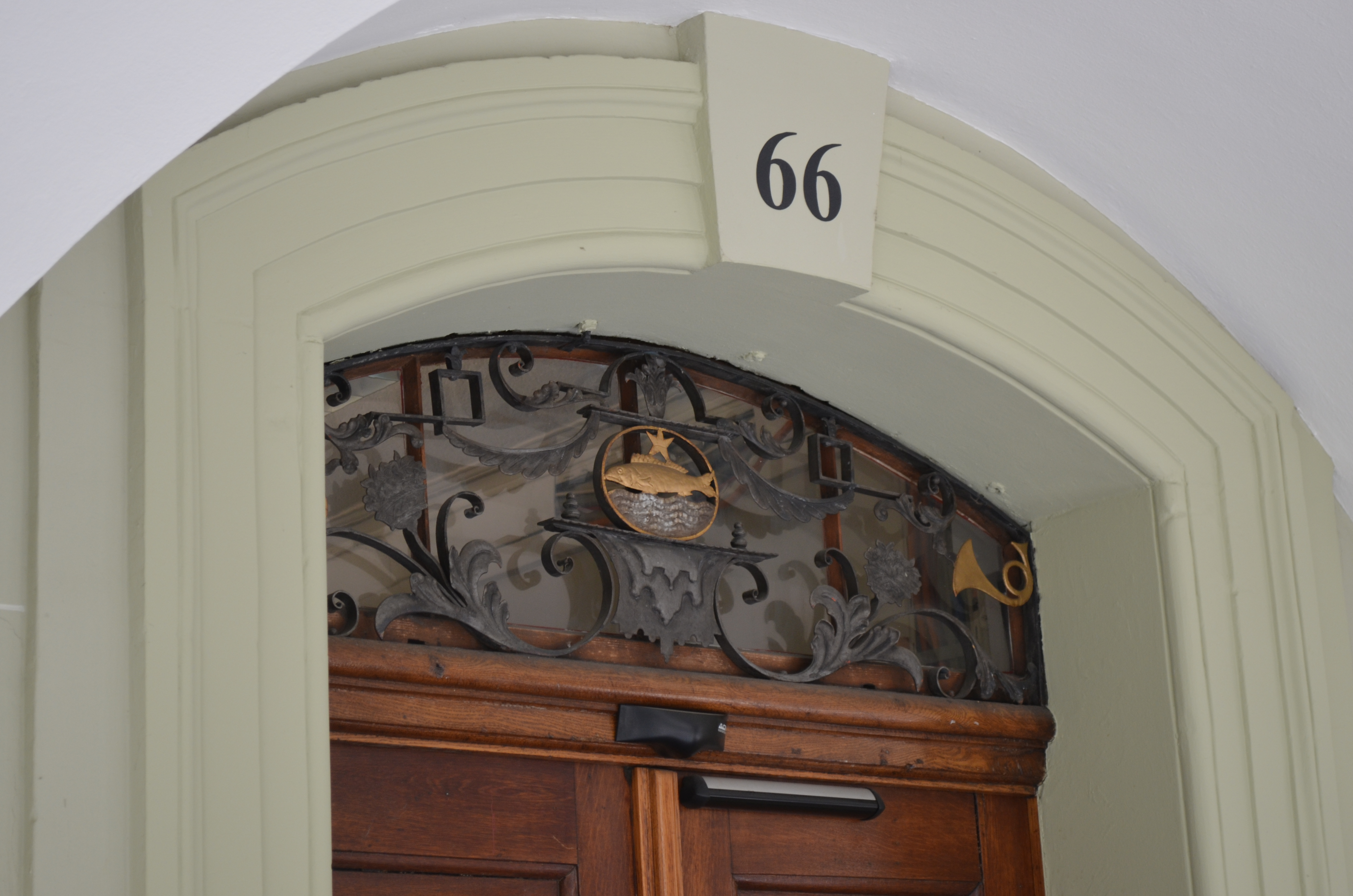
Postgasse 66, Lünette des Portals

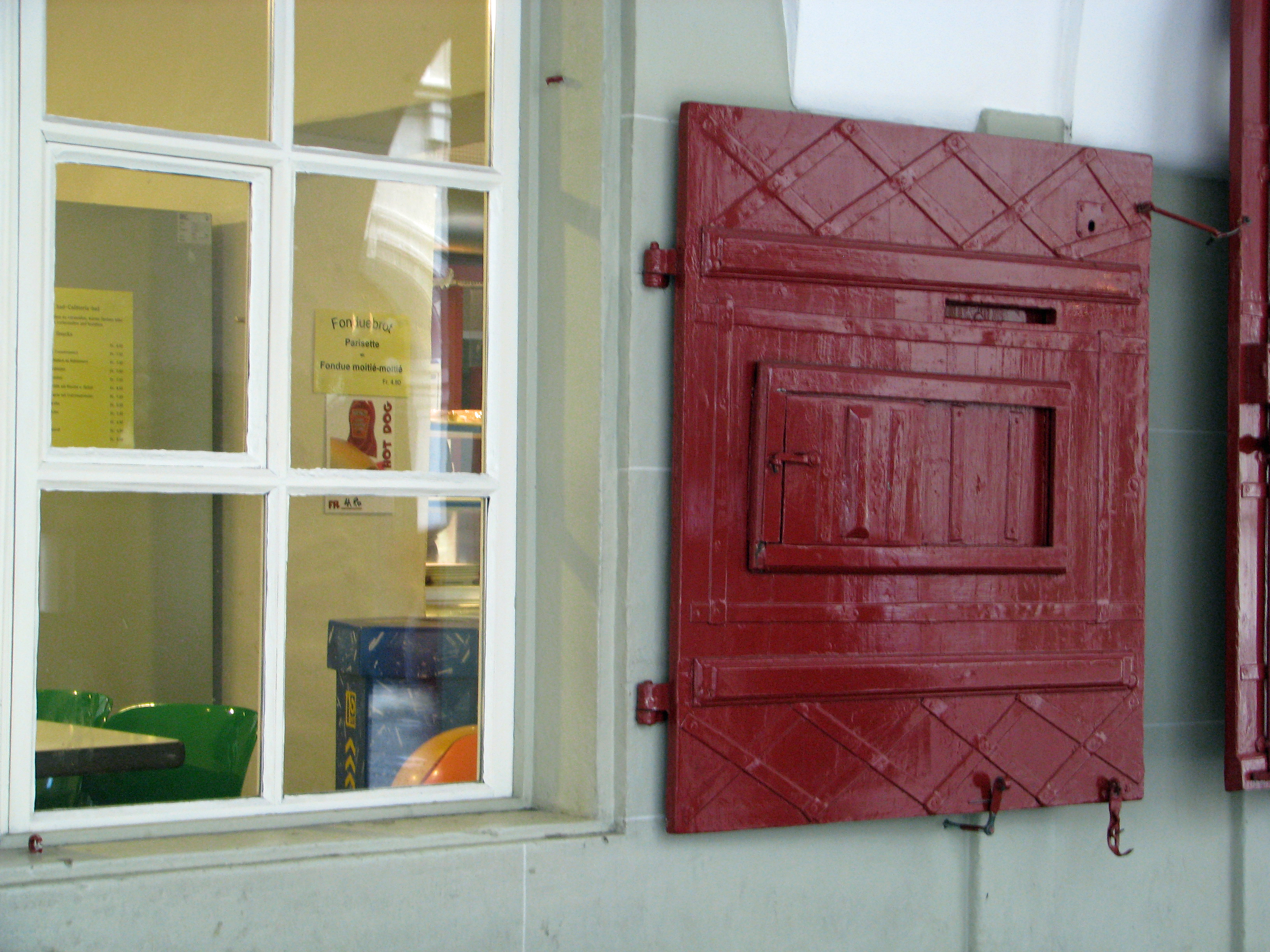
Briefeinwurf und Schiebeluke

Die Fischerschen Posthäuser sind zwei benachbarte Häuser in Bern, Schweiz. Sie waren namensgebend für die Postgasse der Berner Altstadt.

## Geschichte
Beat Fischer, seit 1680 «Fischer von Reichenbach», hatte 1675 das Berner Postregal gepachtet und die bernische Post («Fischerpost») zu einem schnellen Postdienst und erfolgreichen Unternehmen aufgebaut. Fischer liess von 1686 bis 1694 von Abraham Dünz die beiden Häuser in der Hormatsgasse errichten. Für seine Erben erbaute Daniel Stürler eine neue Fassade für die Nummer «66». In diesen Häusern war bis 1832 das Hauptbüro der Post eingerichtet. Das «grosse Büro» war die Zentrale der gesamten Post und verwaltete die Inneren Posten, mit Poststellen auf bernischem Gebiet, und die Grenzposten sowie die Äusseren Posten mit den Poststellen Freiburg, Solothurn und Neuenburg. Das «kleine Büro» versorgte die Post der Stadt Bern. Das anschliessende Antonierhaus diente als Sattlerei und Postkutschenremise. Die Hormatsgasse erhielt 1798 offiziell den Namen «Postgasse», in den Sprachgebrauch ging er erst etwa 70 Jahre später ein.
Mit der Verweigerung des Eides der Postpächter Fischer auf die neue Regierung wurden die Häuser 1831 konfisziert. Sie gingen an die Stadt. Die Münstergemeinde richtete in Nummer «64» zeitweise ihr Mädchen- und in «66» ihr Knabenschulhaus ein. Carl Diwy baute sie von 1867 bis 1869 zum Schulgebäude um. Der gemeinsame Hof der Häuser wurde mit Treppenhausgalerien eingefasst und 1977 als Pausenhalle überdacht. In jenem Jahr erfolgten auch Umbauten im Erdgeschoss. Nutzer ist gegenwärtig die Berufsfachschule des Detailhandels Bern (bsd.; Stand 2022). Nach dem Bundesgesetz von 2014 sind die Häuser als Kulturerbe von nationaler Bedeutung (A-Objekte) unter der gemeinsamen KGS-Nummer 9193 verzeichnet. Mit der Altstadt gehören sie seit 1983 zum Weltkulturerbe der UNESCO.

## Lage
Die Häuser stehen an der Nordseite der Postgasse. Westlich schliessen sich die Häuser der Staatskanzlei an, die 1851 neu erbaut wurden, östlich das Antonierhaus mit der Nummer «62». Der mit den Posthäusern beginnende Laubengang zieht sich mit einer kleinen Unterbrechung bis zur Kreuzung mit der Postgasshalde hin.

## Architektur
Beide Häuser haben jeweils drei Rundbogenlauben, die sich auf massige Vierkantpfeiler stützen. Die ältere Postgasse «64» hat drei Geschosse und sechs Fensterachsen. Die Fenster sind hochrechteckig, ihre Gewände zeigen eine Andeutung von Ohren. Die Gassenfassade gilt als «bestes Beispiel des strengen bernischen Hochbarock». Gegliedert wird sie andeutungsweise von flachen Gurten. Einziger Schmuck ist die Jahreszahl «1694» der Vollendung. Das Haus Nummer «66» ist ein Halbgeschoss höher und zeigt fünf Achsen. Die Betonung der Mittelachse durch eingezogene Blendvorlagen und die gebänderten Ecklisenen sind Stilelemente des Régence. Die Fenstergewände sind profiliert, aber nicht geohrt. Die Treppenhausgalerien des Hofs wurden 1868 im Stil des Klassizismus ausgeführt.
Der Laubengang beider Häuser ist kreuzgratgewölbt. Nummer «66» hat ein Louis-quatorze-Portal, dessen Gitter der Lünette einen Fisch als Signet der Familie, flankiert von zwei Posthörnern, zeigt. Beide Häuser haben rote Fensterläden im Laubengang. Bei Nummer «66» ist der metallbeschlagene Klappladen mit Briefeinwurf und Schiebeluke erhalten. Unter den Rundbögen sind zur Gasse hin zwei Kellereingänge in das Pflaster eingelassen.